# SolarWolf
SolarWolf est un clone du jeu d'action/arcade SolarFox de l'Atari 2600 produit par CBS Electronics qui a été lui-même adapté du jeu d'arcade de 1981 du même nom.

## SolarWolf
SolarWolf est un logiciel gratuit et open source sous Licence publique générale limitée GNU, en version 2.1 et utilise la bibliothèque de développement de jeux de la multiplate-forme Pygame. Le site officiel maintient les paquets binaires pour Windows, Mac OS X, Linux et BeOS. Le code source peut aussi facilement être compilé pour les variantes d'UNIX tels que BSD, Solaris et IRIX. Il est inclus dans les dépôts officiels de plusieurs distributions Linux, incluant Debian, Ubuntu et Fedora.

### Système de jeu
SolarWolf a été décrit par GameSpy comme un « strange hybrid of games. It's part Pac-Man, part Q-Bert, and part Dodgeball ». (traduction : « étrange hybride de jeux. C'est une partie de Pac-Man, une partie de Q*bert, et une partie de Dodgeball »).
Le but du jeu est de piloter votre vaisseau avec les touches fléchées dans une aire de jeu rectangulaire pour collecter tous les cubes du niveau. Pourtant, en faisant ça, quatre combattants ennemis (un de chaque côté de l'écran) lancent des boules de feu sur vous; si vous êtes touché, vous perdez un vaisseau. Si vous avez perdu tous vos vaisseaux, vous perdez la partie. Chaque niveau a une minuterie sur le côté droit; le joueur doit finir le niveau avant que la minuterie atteigne zéro.
Au fur et à mesure du jeu, de nouveaux défis apparaissent. Les ennemis tirent plus rapidement, des obstacles apparaissent tels des astéroïdes et des mines (une collision avec eux coute un vaisseau au joueur), aussi bien que la mise en place de blocs jaunes (qui nécessite deux passages pour être collectés) et de blocs rouges (qui nécessitent trois passages). Plus tard dans le jeu, une mine cachée apparait de n'importe quel bloc jaune ou rouge.
Durant le jeu il y a plusieurs power-up que le joueur peut ramasser, incluant :
- Une augmentation du timer
- Une évaporation immédiate de toutes les boules de feu ennemies de l'écran
- Destruction d'un des quatre vaisseaux ennemis
- Un bouclier temporaire (qui protège uniquement des boules de feu)
- Un ralentissement temporaire
- Une vie supplémentaire

Si le joueur perd la partie, il peut continuer à partir d'un fichier de sauvegarde.
Selon le site web de l'auteur, son record personnel est « in the 40's » (« dans les 40 »). Le meilleur record du même site est 13 vaisseaux et 26 passes. Des scores plus bas tels que 13 vaisseaux avec 25 passes ont été signalés sur divers sites web.